# Uka Uka (personaje de Crash Bandicoot)
Uka Uka es un personaje ficticio de la saga de videojuegos Crash Bandicoot, su debut fue en Crash Bandicoot 3: Warped, y es el hermano gemelo más joven de Aku Aku. Uka Uka fue creado por Naughty Dog como una presencia que podía causar que incluso Neo Cortex le tuviera bastante miedo.

## Biografía
Uka Uka aparece por primera vez en "Crash Bandicoot: Warped", donde comparte el papel de antagonista principal con el Doctor Cortex. Varios años antes de los eventos de la serie, fue encerrado por Aku Aku en una prisión subterránea debido a su naturaleza malévola. Varios milenios después de su encarcelamiento, Uka Uka recluta al Doctor Cortex para cumplir su deseo de esclavizar a la humanidad, solo para que Cortex pierda los Cristales y las Gemas, y destruya su estación espacial. Los escombros de la estación espacial en ruinas finalmente aterrizan en la Tierra, destruyendo la prisión subterránea y finalmente liberando a Uka Uka. Molesto por el fracaso de Cortex para recuperar los Cristales y las Gemas, Uka Uka recluta al Doctor Nefarious Tropy, que ha creado el Time Twister, que les permitirá recoger los Cristales y las Gemas en sus lugares originales. Y, dado que el fracaso de Cortex también logró liberarlo después de tantos años de prisión, Uka Uka aún sentía una sensación de gratitud y generosidad. Cuando Crash interviene y destruye el Time Twister, Uka Uka está atrapada dentro de una prisión de tiempo con el Doctor Cortex y N. Tropy, que se han convertido en bebés. Uka Uka aparece en Crash Team Racing como tutor de los personajes Cortex, N. Gin, Tiny y Dingodile, dándoles consejos y trucos útiles a lo largo del juego. También aparece como un power-up durante las carreras, protegiendo a dichos personajes (junto con Ripper Roo, Papu Papu, Komodo Joe, Pinstripe Potoroo, Fake Crash, el Doctor Nefarious Tropy, y a través de la piratería, Nitrous Oxide) de todos los ataques y obstáculos. mientras les da un impulso de velocidad. Sin embargo, no puede proteger a los personajes de abismos y aguas profundas. En Crash Bash, para resolver su lucha constante con Aku Aku, Uka Uka convoca a Cortex, Brio, Tiny, Dingodile, Koala Kong y Rilla Roo como parte de una competencia entre sus jugadores contra Aku Aku. Uka Uka luego se ve obligada a renunciar a Tiny y Dingodile al equipo de Aku Aku para igualar el número de jugadores entre ellos.
En "Crash Bandicoot: The Wrath of Cortex", Uka Uka regaña al Doctor Cortex y al resto de los villanos por su productividad malvada menos que impresionante. Harto de la incompetencia de Cortex, Uka Uka concluye que si alguna vez se logra la dominación global, Crash debe manejarse personalmente.

## Voz
Fue interpretado por Clancy Brown desde 1998 hasta 2003, por Alex Fernández en Crash Twinsanity, Crash Tag Team Racing, y Skylanders: Imaginators, y por John DiMaggio en "Crash of the Titans", "Crash: Mind over Mutant", "Crash Bandicoot N. Sane Trilogy", "Crash Team Racing Nitro-Fueled", y "Crash Bandicoot 4: It's About Time".